# 第二代林利思戈侯爵維克托·霍普
维克托·亚历山大·约翰·霍普，第二代林利思戈侯爵（英語：Victor Alexander John Hope, 2nd Marquess of Linlithgow；1887年9月24日—1952年1月5日）英国政治家，英国驻印度总督。
1908年承袭他父亲第一代林利思戈侯爵约翰·霍普爵位，1952年霍普去世后他的长子查尔斯·霍普承袭侯爵爵位，他的双胞胎弟弟约翰·霍普成为保守党政治家并获封格伦德万男爵爵位。